# یائل برون-پیوه
یائل برون-پیوه (تلفظ فرانسوی: [jaɛl bʁon pivɛ]; زاده ۷ دسامبر ۱۹۷۰) وکیل و سیاست‌مدار فرانسوی است که از ۲۸ ژوئن ۲۰۲۲ به‌عنوان رئیس مجمع ملی فرانسه در کار است. او اولین زن در تاریخ فرانسه است که به این سمت رسید‌ه‌است. او که یکی از اعضای حزب رنسانس (RE) بود، پیشتر وزیر قلمروهای فرادریایی در دوران نخست‌وزیری الیزابت بورن از ماه مه تا ژوئن سال ۲۰۲۲ بود. و از سال ۲۰۱۷ عضو مجمع ملی فرانسه به نمایندگی از دپارتمان ایولین بوده‌است.